# Шпигуни, як ми
Шпигуни, як ми — комедійний фільм 1985 року.

## Сюжет
Двох молодих чоловіків — службовців Держдепартаменту США — відбирають «для виконання відповідального завдання». Після нетривалого курсу підготовки їх закидають до Пакистану. Дивом уцілівши після зіткнення з місцевими племенами, вони отримують нове завдання — перейти кордон і вийти до дороги, що веде в Душанбе.
Тут їх уже чекають таджицькі прикордонники та «товариші з КДБ». Але й від них друзям вдається позбутися. І тут вони зустрічають свою нову знайому — таку ж шпигунку, як і вони, що ховається під личиною лікаря Червоного хреста. Її мета — радянська ракета СС-50, яку вона повинна запустити. В результаті деяких пригод трійці вдається зробити пуск ракети, і вона летить в напрямку… Сполучених Штатів.